# Коврижка
Коврижка — плоское и высокое изделие из пряничного теста, состоящее из пластов толщиной не менее трёх сантиметров, прослоенных начинкой или без неё. Один из популярных десертов русской кухни.
Слово «коврижка» происходит от «коврига», что означает цельный хлеб.
История коврижек и пряников на Руси начинается с IX века, только тогда они назывались медовыми лепёшками и изготавливались из муки, мёда и ягодного сока.
Появление слова «коврижка» разные источники относят к XIII—XV векам.
Основные компоненты коврижки: мука, мёд, изюм, орехи, сахар.
Часто коврижка состоит из двух слоёв теста и слоя варенья либо повидла между ними. Верхний слой теста покрывается глазурью, приготовленной из сахарной пудры.
Благодаря содержанию мёда, коврижка долго не черствеет.
Часто эту выпечку называют постной, так как она разрешена к употреблению во время не слишком строгих дней поста, и при довольно скудном постном питании такая еда — настоящее лакомство.